# Acid palmitic
Acid palmitic hay acid hexadecanoic trong danh pháp IUPAC, là loại acid béo bão hòa phổ biến nhất trong động vật, thực vật và vi sinh vật. Công thức hóa học của nó là CH3(CH2)14COOH. Như tên đã thể hiện, nó là thành phần chính trong dầu từ cây cọ (dầu cọ), nhưng cũng có thể tìm thấy trong thịt, bơ và sản phẩm sữa. Palmitate thuật ngữ chỉ  muối và ester của acid palmitic. Anion palmitate là dạng quan sát được của acid palmitic ở pH sinh lý (7.4).
Muối nhôm của acid palmitic và acid aphthenic được kết hợp trong Chiến tranh thế giới thứ hai để sản xuất napalm. Từ "napalm" bắt nguồn từ naphthenic acid và palmitic acid.